# Schauspielhaus (Wuppertal)
Das Wuppertaler Schauspielhaus in Wuppertal-Elberfeld wurde vom Architekten Gerhard Graubner entworfen und in den Jahren 1964 bis 1966 erbaut. Es war die feste Spielstätte der Wuppertaler Bühnen und des Tanztheaters Wuppertal von Pina Bausch.
Seit 2000 ist es als Baudenkmal anerkannt. Wegen Auflagen der Bauaufsichtsbehörde hätte es saniert werden müssen, um es als Spielstätte erhalten zu können. Aufgrund der schlechten Haushaltslage der Stadt Wuppertal wurde das Theatergebäude mit Ablauf der Spielzeit 2012/2013 am 30. Juni 2013 geschlossen.
Eine Wiedereröffnung als Pina-Bausch-Zentrum ist geplant.

## Beschreibung

### Außen

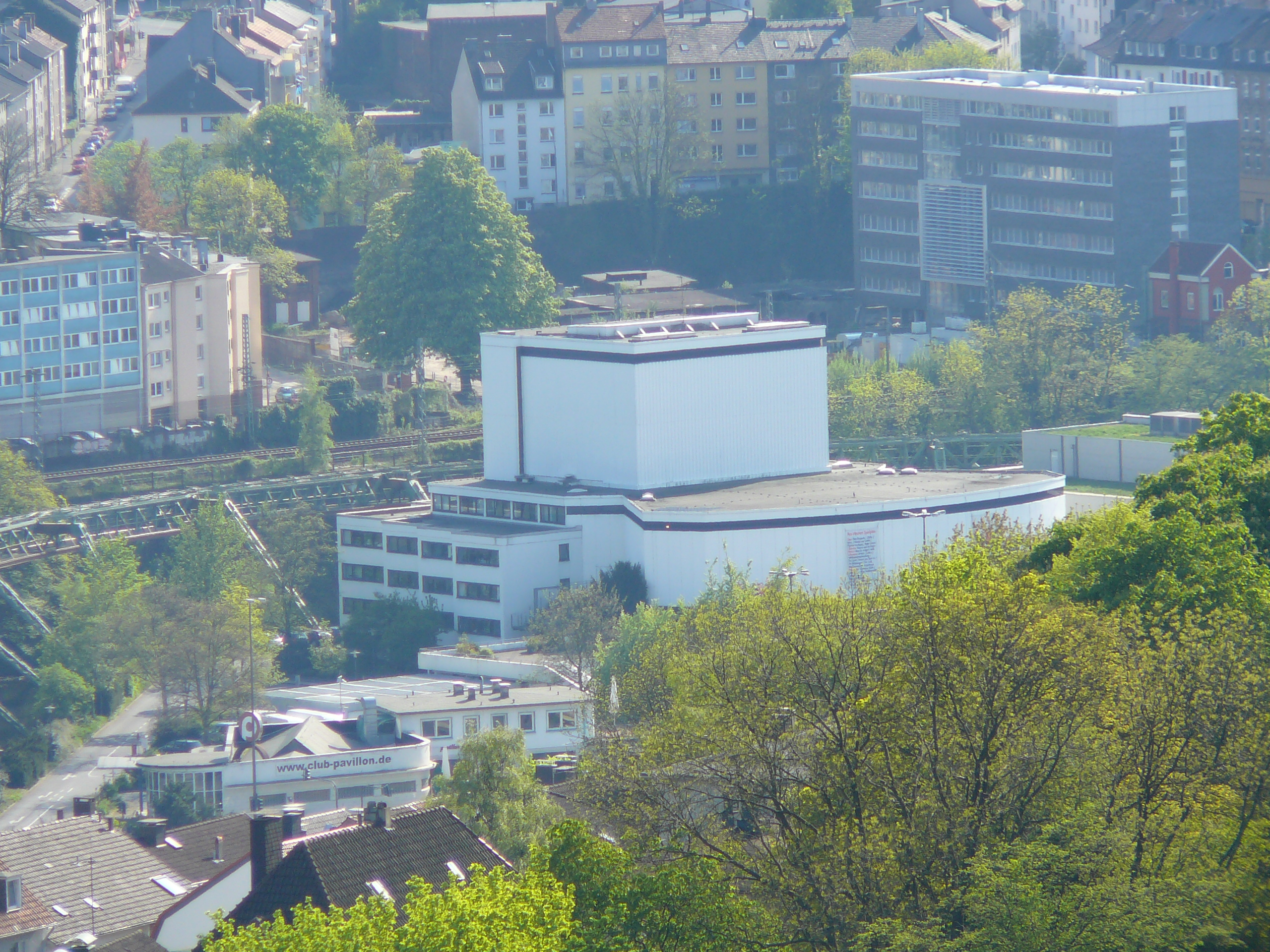
Schauspielhaus Wuppertal von der Hardt gesehen

Das Gebäude an der Bundesallee, dessen horizontale Gestaltungselemente im Außenbild betont werden, besteht aus drei Baukörpern, die symmetrisch zueinander geordnet und in der Höhe gestaffelt sind.
Der gegliederte Aufbau der Gebäudekörper lässt deren innere Funktionen von außen erahnen.
Eine weit ausladende Eingangshalle mit Atrium bildet das Erdgeschoss des Theaters.
Dem vorgelagert ist der eingeschossige Foyertrakt.
Der große Saal liegt zurückgesetzt frei schwebend über dem Erdgeschoss. Die Außenwand ist leicht gebogen.
Den Abschluss bildet im hinteren Bereich an der Wupper das Bühnenhaus, das als reiner Kubus gestaltet wurde.
Der Saal und der Kubus zeichnen sich durch ein schmales Fensterband unterhalb des Daches aus, das die ansonsten schmucklosen weißen Fassaden in der Horizontale gliedert.

### Innen
Die Vorbühnenzone ist in zwei bewegliche Abschnitte geteilt, in ein Orchesterpodium mit einer Grundfläche von 14 m² sowie in ein doppelstöckiges Rampenpodium von 24 m² Grundfläche. Im abgesenkten Zustand des Orchesterpodiums bildet sie mit dem Unterboden des Rampenpodiums den Orchesterraum. Weiter befindet sich im Bereich des Rampenpodiums ein beweglicher Bühnenrahmen mit zwei seitlich fahrbaren Portaltürmen und einer hebbaren Beleuchtungsbrücke. Die Brücke überspannt die gesamte Bühnenbreite von Galerie zu Galerie und wird innerhalb der Portaltürme abgesenkt. Der Eiserne Vorhang liegt vor dem Orchestergraben und ist wie die einem Amphitheater nachempfundene Bestuhlung gewölbt. Hinter dem Eisernen Vorhang befinden sich ein senkrecht ziehbarer Schmuckvorhang, und dahinter ein Schleier- und ein Schallvorhang.
In der Hauptspielzone der Bühne wurde ein Tafelboden mit einer Breite von 11 m und einer Tiefe von 9,4 m aus quadratischen Bodenelementen im Raster von 1,1 m verlegt. Diese Elemente können einzeln oder gruppenweise geöffnet werden und erlauben einen Auftritt von der Unterbühne aus, die in einer Tiefe von 3 m unter der Hauptspielzone als durchgehender Zwischenboden ausgebildet ist. Die Hauptbühne ist 20 m breit und vom Bühnenportal gemessen 14 m tief, gemessen vom eisernen Vorhang einschließlich der Vorbühne und Orchestergraben 17,5 m tief. Damit ergibt sich eine Bühnenfläche von 325 m². Der Hauptbühne sind zwei Nebenbühnen und eine Hinterbühne zugeordnet. Die rechte Nebenbühne ist mit einer Schiebebühne von 8 × 12 m ausgestattet, beide Nebenbühnen können von der Hauptbühne mit Hilfe schallhemmender eiserner Hubtore abgetrennt werden.
Die 20 Reihen der amphitheatralischen Sitzanordnung im Zuschauerraum erfahren nach hinten eine zunehmende Überhöhung, wodurch eine Direktschallversorgung für die Hörer ermöglicht wird. Unter Berücksichtigung der gestalterischen Belange wurde die hölzerne Täfelung der Wandflächen so abgestimmt, dass die unerwünschte Nachhallzeit (etwa 1 Sekunde) möglichst gering gehalten werden konnte. Die Deckenfläche musste besonders berücksichtigt werden, da aus wirtschaftlichen Gründen die Höhe des Zuschauerraumes recht gering ausgefallen war. So wurde eine stark gefaltete Deckenoberfläche zur Erzeugung eines möglichst diffusen Schallfelds gewählt, was eine gleichmäßige Bespiegelung der Hörer mit Schallenergie ermöglichte.
Im Bühnenturm sind drei übereinander liegende Arbeitsgalerien mit paarigen Verbindungsstegen angebracht. Der Schnürboden ist mit 34 Handkonterzügen, 4 Panoramazügen, 2 Vorbühnenzügen sowie 2 Oberlichtzügen ausgestattet. Den rund 19 m hohen Schnürboden erreicht man über einen Personenaufzug. Im rückwärtigen Teil der Unterbühne befindet sich das Prospektlager; zum Transport der Prospekte dient ein 17 m langes Hubpodium.
Der eingeschossige Foyertrakt wurde bis zur Schließung als Spielstätte genutzt. Hier befinden sich zwei in japanischem Stil gehaltene Gartenhöfe, die von dem Gartenarchitekten Akira Satō entworfenen wurden. Sie sind vom Foyer bzw. den Wandelhallen umschlossen. Der größere Garten hat Abmessungen von 18 × 16 Meter, der kleinere ist rund 12 × 16 Meter groß. Beide sind mit einem rund zwei Meter breiten Wasserbecken und Wasserfontänen ausgeführt. Die im Foyer und im Zuschauerraum gelegenen Standleuchten sind nach einem Entwurf des Architekten mit von Professor Gangkofner aus München gegossenen Glaskörpern ausgestattet.

## Geschichte

### Vorgeschichte
Im Zweiten Weltkrieg wurden bei den Luftangriffen auf Wuppertal am 30. Mai 1943 das Barmer Haus (heute bekannt als Opernhaus) und am 25. Juni das Elberfelder Haus (Stadttheater am Brausenwerth) zerstört. Vom 16. Oktober 1943 bis zum 1. September 1944 wurde der Theaterbetrieb in der Stadthalle am Johannisberg weitergeführt. Ab dem 14. Oktober 1945 wurden in der Stadthalle Opern, und ab dem 21. Oktober 1945 in einem Saal des Union-Gebäudes Schauspiele aufgeführt.
Im Februar 1947 fanden Beratungen zur Benutzung des Vereinshauses an der Bergstraße statt, dieses sollte für Schauspielaufführungen genutzt werden. Nach wesentlichen Umbauten konnte am 29. April 1949 die erste Schauspielvorstellung im „Neuen Theater Bergstraße“ stattfinden. In der Ruine des Barmer Hauses wurde am 25. Oktober 1950 ein Zimmertheater mit dem Namen Das Podium eingerichtet. In den folgenden Jahren wurde das Opernhaus wieder aufgebaut, und die erste Opernvorstellung fand am 15. Oktober 1956 statt.
Der Theaterbetrieb „Neuen Theater Bergstraße“ konnte 1961 nicht mehr fortgeführt werden, da die von der Bauaufsichtsbehörde (damals Baupolizei) festgestellten Mängel zu umfangreich waren. In der Folge wurde der mögliche Umbaus des Thalia-Theaters zu einem Schauspielhaus diskutiert.
Der Rat der Stadt beschloss am 15. Februar 1962 zuerst den Neubau eines Schauspielhauses, und legte dann am 17. April 1962 den an der Bundesallee (Bundesstraße 7) gelegenen zukünftigen Standort an der Kluse fest. Der Baudezernent Friedrich Hetzelt war maßgeblich an der Entscheidungsfindung beteiligt. Dieser Bauplatz lag an der Hauptverkehrsachse der Stadt und damit zwischen den beiden Wuppertaler Hauptzentren Elberfeld und Barmen und war gut an den öffentlichen Personennahverkehr angebunden. Das Gelände war vor den Zerstörungen des Krieges ursprünglich ein Mischgebiet aus Gewerbe, Industrie und Wohnungen. Der benachbarte gewerbliche Betrieb der Flechterei Gebr. Bockmühl, an dem Bauplatz in einer Schleife der Wupper gelegen, wurde erst später niedergelegt und ist heute mit einem Kino der Cinemaxx-Gruppe überbaut.

### Erbauung
Am 17. Januar 1963 wurde der Architekt Gerhard Graubner durch einen Ratsbeschluss mit der Planung und Bauleitung des neuen Hauses mit 750 Sitzplätzen und einem Bauvolumen von 43.527 m³ beauftragt. Es wurde hierzu ein besonderer Theaterbauausschuss gebildet. Die Kosten wurden 1962 im ersten Bauabschnitt als spielfähiges, aber noch nicht spielfertiges Theatergebäudes im Rahmen eines Kostenvoranschlags auf 7,5 Millionen DM beziffert. Dieser Kostenvoranschlag verstand sich für die reinen Baukosten ohne Nebenkosten und ohne die Kosten für die Außenanlagen und Erstausstattung.
Ein weiterer Ratsbeschluss bewilligte am 19. September 1963 die damalige Gesamtkostensumme von 10.517.000 DM einschließlich aller Nebenkosten und der Außengestaltung des Baugrundstückes, weitere Ratsbeschlüsse dienten einer Erweiterung und Komplettierung der Nebenbühne. Mit dem Wechsel des Intendanten (Arno Wüstenhöfer ab 1964) wurde im zweiten Bauabschnitt ein wesentlicher Ausbau der Bühnentechnik genehmigt. Der Ratsbeschluss am 6. Januar 1964 leitete den Neubau ein, so dass am 7. Januar 1964 mit dem Bau begonnen werden konnte. Am 5. November 1964 wurde das Richtfest gefeiert.
Auf der Baustelle mussten bei der Planung und Ausführung noch kleinere Schwierigkeiten überwunden werden, die die Kosten vergrößerten. Rücksicht genommen werden musste auf die vorgelagerte Tankstelle mit Reparaturwerkstatt (bekannt als Sopp’scher Pavillon) sowie auf Wohnungsbauten und das benachbarte Fabrikgebäude, in dem städtische Behörden und ein Magazin für den Theaterbetrieb untergebracht waren. Auf dem Grundstück vorhandene Fundamente und Luftschutzbunker mussten ebenso vorher entfernt werden. Das relativ hoch stehende Grundwasser und die zeitweilig Hochwasser führende Wupper verursachten weitere Schwierigkeiten, so musste eine wasserabwehrende Wanne zum Schutze der Kellergeschosse erstellt werden.
- Der erste Bauabschnitt umfasste das Bühnenhaus mit dem Bühnenturm, der Haupt- und Seitenbühne mit einer beschränkten Anzahl von Künstlergarderoben, Räume für Verwaltung und technisches Personal sowie Probenräume.
- Der zweite Bauabschnitt umfasste den Ausbau der Hinterbühne und der Montagehalle auf Bühnenhöhe. Im Untergeschoss fanden die notwendigen Magazine und Lagerräume Platz. Weiter wurden zusätzliche Garderoben, Betriebs- und Verwaltungsräume geschaffen. Die Bühnenanlage erfuhr mit einem fahrbaren Seiten- und Hinterbühnenwagen, in die später eine Drehbühne eingebaut werden kann, eine wesentlich verbesserte Bühnentechnik.

Eine weitere Kostensteigerung ergab sich aus der verbesserten Abschirmung der Bühne und des Zuschauerraumes gegen den Lärm des Straßenverkehrs auf der B 7 und den damals geräuschvollen Lauf der Schwebebahn, die dem Lauf der Wupper folgt und den Bauplatz um drei Seiten umläuft. Weiter liegt noch hoch über die Wupper die Bahnstrecke der Deutschen Bundesbahn (Bahnstrecke Elberfeld–Dortmund), die ebenso Lärm verursacht. Durch den baulichen Aufwand sollte eine Senkung des Lärmpegels von 86 Phon auf mindestens 30 Phon erreicht werden.
Die Investitionskosten beliefen sich am Ende auf 12,5 Millionen DM, zusammen mit Nebenkosten sowie Kosten für die Außenanlagen. Für die reinen Baukosten des Theatergebäudes mit den gesamten Einrichtungen und den bühnentechnischen Anlagen ohne die Erstausstattung der Bühne beliefen sich die Kosten auf 9,6 Millionen DM. Damit liegen die Kosten bei rund 12.800 DM pro Zuschauersitzplatz (750 Plätze insgesamt).
Durch Stiftungen diverser Unternehmen konnte die Innenausstattung des Zuschauerraumes vervollständigt werden. So wurde der gesamte Bodenbelag mit 470 m² Girmesauslegeware aus Perlonfaser im Wert von 15.500 DM von der Vereinigten Glanzstoff-Fabriken gestiftet. Weitere Stiftungen kamen von der Arterior-Textil GmbH, Raumkunst Edmund Becher.

### Eröffnung
Eröffnet wurde es am 24. und 25. September 1966 mit Gotthold Ephraim Lessings Nathan der Weise und Else Lasker-Schülers Die Wupper. Zur Einweihung hielt Heinrich Böll, in Anwesenheit von Bundespräsident Heinrich Lübke, seine Rede „Die Freiheit der Kunst“.
Das Bauwerk ist seit dem 6. Juni 2000 als Baudenkmal in die Denkmalliste der Stadt Wuppertal eingetragen.

### Sanierung und Schließung
Ab Januar 2009 sollte eine auf mehrere Jahre ausgelegte Sanierung der Spielstätte zur Erfüllung von Brandschutzauflagen beginnen, die allerdings zunächst zurückgestellt wurde. Die Kosten hierfür wurden mit 6,5 Millionen Euro veranschlagt.
Der Stadtkämmerer Johannes Slawig legte 2009 ein Haushaltssicherungskonzept mit Einsparungen von rund 80 Millionen Euro pro Jahr zur Verbesserung der finanziellen Situation Wuppertals vor, nach dem unter anderem das Schauspielhaus bis spätestens Jahresmitte 2012  geschlossen werden sollte.
Am 29. und 30. Januar 2010 fand eine 24-stündige Protestaktion gegen die Schließung statt, an der sich andere Theater aus NRW, Wuppertaler Schulen und das Aktionsbündnis Wuppertal wehrt sich beteiligten. Der Deutsche Bühnenverein bezeichnete die geplante Schließung als „nicht hinnehmbar“ und forderte einen „Nothilfeplan für die finanziell in große Not geratenen Kommunen“. Im Juni 2012 wurde bekannt, dass die Betriebserlaubnis für die kleine Spielstätte einmalig bis Sommer 2013 verlängert werden würde. Ende Juni 2013 wurde das Schauspielhaus wegen unbezahlbarer Sanierungs- und Unterhaltskosten geschlossen. Im Oktober 2013 forderte die Initiative Schauspielhaus Wuppertal Initiative Wuppertal einen Runden Tisch zur Zukunft des Schauspielhauses und die Umsetzung des Ratsbeschlusses aus dem Jahr 2006 zur Sanierung des Gebäudes.
Anfang der Spielzeit 2009/2010 wurde das „Kleine Schauspielhaus“ eröffnet. Die kleine Spielstätte befand sich im Foyer des Schauspielhauses. Dieses wurde zu einer kleinen Bühne mit 126 Sitzplätzen umgebaut. Dort spielten kleinere Schauspiel- und Kammeroperproduktionen der Wuppertaler Bühnen GmbH.
Seit September 2014 wird eine umgebaute Lagerhalle des Museums für Frühindustrialisierung als Spielstätte unter dem Namen Theater am Engelsgarten genutzt.

### Tanzzentrum Pina Bausch
Seit 2015 ist die Sanierung und Wiedereröffnung des Schauspielhauses als Tanzzentrum Pina Bausch geplant. In dieser neuen Form soll es wieder als Hauptaufführungsstätte des Tanztheaters dienen und Raum für dessen Arbeit geben. Die Bürgerinitiative fordert darüber hinaus, dass es zudem wieder als Aufführungsort für Theaterproduktionen der Wuppertaler Bühnen dienen soll, was laut Planungsstand Frühjahr 2017 nicht ausgeschlossen ist. Der Umbau sieht neben der Sanierung im Sinne der Brandschutzvorschriften auch eine Erweiterung um einen mehrgeschossigen Anbau auf dem Gelände des heutigen Parkplatzes vor.
Zur Finanzierung des Umbaus, welcher laut Prognose 56,4 Millionen Euro kosten sollte, sicherte der Bund im November 2015 seine finanzielle Unterstützung in Form von 28,2 Millionen Euro zu, die restlichen Kosten werden vom Land und der Stadt Wuppertal zu gleichen Anteilen geteilt. Unklar ist jedoch noch die Finanzierung der laufenden Kosten, welche nicht durch Einnahmen des Tanztheater-Ensembles gedeckt werden können. Auch eine Finanzierung durch die Stadt ist unklar, da der Sparkurs gerade im Kulturhaushalt keinerlei Aufstockung vorsieht. Sollte das Schauspielhaus allerdings wieder als Aufführungsort des städtischen Theaters genutzt werden, könnte nach Wegfallen des Theaters am Engelsgarten jener Betrag deutlich besser aufgebracht werden, als bei einem Parallelbetrieb beider Häuser.
Planungen von Ende 2019 sehen eine Einrichtung des Tanzzentrums bis 2027 vor. Die Baukosten wurden nun auf 84 Millionen Euro veranschlagt, wobei geschätzte Kostensteigerungen bereits eingepreist worden seien. Das Hochwasser in West- und Mitteleuropa 2021 zerstörte am 17. Juni die elektrischen Anlagen im Schauspielhaus, der Keller des Gebäudes stand 60 Zentimeter tief unter Wasser.

## Sonstiges
Von 1966 bis 1997 war die Plastik „Die Sitzende“ von Henry Moore auf dem Vorplatz aufgestellt. Nachdem sie danach im Forum des Von der Heydt-Museums ausgestellt wurde, hat die Skulptur nach dem Abschluss der Schwimmoper-Sanierung in der ehemaligen Eingangshalle der Schwimmoper einen neuen Platz gefunden.